# Mont Grieg
Le mont Grieg est une montagne recouverte de neige s'élevant à environ 800 m d'altitude, avec une face rocheuse exposée à l'ouest, située sur le côté nord de la péninsule Beethoven, dans la partie sud-ouest de l'île Alexander-Ier, en Antarctique. Un certain nombre de montagnes de cette zone sont d'abord cartographiées d'après des photographies aériennes prises pendant l'expédition Ronne (1947–48) par D. Searle du Falkland Islands Dependencies Survey puis par l'United States Geological Survey en 1988.
Le mont est nommé par l'UK Antarctic Place-Names Committee d'après le compositeur norvégien Edvard Grieg.